# William Camus
Pour les articles homonymes, voir Camus.
Œuvres principales
Cheyenne 6112 (avec Christian Grenier, 1974)
Série Pete Breakfast
Légendes de la Vieille-Amérique (1979)
mille ans de contes (1996)
William Camus est un écrivain et conteur français. Il est l'auteur de livres pour la jeunesse relevant de la science-fiction, du roman historique  ou encore du roman policier. Il a également recueilli et traduit des contes des Premières nations d'Amérique sous le nom de plume « iroquois » Ka-Be-Mub-Be (qui se traduirait par: celui qui s'assoit partout).

## Biographie
William Camus est né le 8 juillet 1923 à Joinville-le-Pont (Val-de-Marne) en France du mariage de Léon Camus et d'Émilienne Parmentier.
On sait peu de choses sur l'enfance de celui que la famille appelle « Willy » et qui est considéré comme un original. Ses différentes biographies racontent qu'il serait né d'une mère française et d'un père iroquois, commerçant de peaux dans le Yukon et qu'il aurait été élevé dans la « tribu » (auj. communauté) de son père pendant ses onze premières années, puis aurait été ramené en France par sa mère et mis dans une pension pour en faire un « civilisé »,. Le Yukon compte 14 Premières nations et 8 groupes linguistiques, mais aucune communauté « iroquoise » n'y est recensée.
Dans sa jeunesse à Joinville-le-Pont, il se passionne pour les courses de stock-cars. Il immigre en Amérique du Sud vers 1953. Il parcourt le continent et s'attache à la cause des Premières nations d'Amérique. Il revient en France au milieu des années 70 et commence à se faire connaître en tant qu'écrivain.
Il publie plusieurs ouvrages pour la jeunesse. Certains sont des recueils de contes ou des histoires fantastiques, d'autres relèvent de la science-fiction. Pour le recueil Légendes de la Vieille-Amérique, paru chez Bordas en 1979, William Camus recueille des contes auprès de nombreuses « tribus » (auj. communautés) au Canada et aux États-Unis et en assure lui-même la traduction française.
Il meurt le 8 août 2001 à Créteil.

## Œuvres

### DiptyqueCheyenne 6112(avec Christian Grenier)
- 1974, avec Christian Grenier : Cheyenne 6112
- 1975, avec Christian Grenier : Une squaw dans les étoiles (suite de Cheyenne 6112)

### DiptyquePéril(avec Jacky Soulier)
- 1981, avec Jacky Soulier : Le Péril vient de la terre, Bordas, collection « Aux quatre coins du temps »
- 1981, avec Jacky Soulier : Face au péril, Bordas, collection « Aux quatre coins du temps »

### SériePete Breakfast
- 1974 : Le Faiseur-de-Pluie : les aventures de Pete Breakfast
- 1974 : L'Or des fous : Pete Breakfast dans le grand Nord, Paris, éditions G.P.
- 1974 : Outi-Tanka jeune bison : Pete Breakfast chez les Iroquois, Paris, éditions G.P.
- 1975 : Ce sacré Far-West : Pete Breakfast cherche du boulot, Paris, éditions G.P.
- 1977 : Les Bleus et les gris : les aventures de Pete Breakfast, Paris, éditions G.P.

### Romans autonomes
- 1971 : Comment s'accommoder des femmes, Paris, Presses de la cité
- 1974 : Vers les terres de Grand-Mère, Paris, éditions G.P., collection « Super 1000 »
- 1975 : La grogne de l'empereur, Paris, éditions G.P., collection « Super 1000 »
- 1976 :  Les Aubes rouges, Paris, éditions G.P., collection « Spirale »
- 1975 : Opération clik-clak (jeunesse)
- 1976 : Les Deux mondes, Duculot, collection « Travelling » (jeunesse)
- 1976 : Les Éléphants d'Hannibal, Paris, éditions G.P., collection « Super 1000 » (jeunesse)
- 1976 : Les Ferrailleurs, Duculot (jeunesse)
- 1976 : Pour quelques pages de plus, éditions de l'Amitié (policier)
- 1977 : Un bonheur électronique (jeunesse, science-fiction)
- 1977 : Le Poulet, Paris, éditions G.P.
- 1978, avec Pierre Pelot et Jean Coue : Le Canard à trois pattes (roman policier pour adultes)
- 1978 : Un os au bout de l'autoroute, Paris, éditions G.P., collection « Grand angle »
- 1978 : Une drôle de planète (jeunesse, science-fiction)
- 1980 : La Grande Peur, Bordas, collection « Aux quatre coins du temps » (jeunesse, roman historique sur les Amérindiens)
- 1980 : Une idée saugrenue, Magnard (jeunesse)
- 1981 : Robots - Historique de la robotique mobile du XXI au XXV siècle (jeunesse, science-fiction)
- 1983 : Extra terrestres - Mondes et créatures fantastiques de la Galaxie d'Andromède (jeunesse, science-fiction)

### Recueils de contes
- 1978 : Les Oiseaux de feu et autres contes peaux-rouges, contes recueillis et traduits par William Camus, Paris, Gallimard (jeunesse)
- 1979 : Légendes de la Vieille-Amérique, Bordas, rééd. Pocket junior (jeunesse)
- 1980 : Légendes peaux-rouges, Magnard, collection « Fantasia » (jeunesse)
- 1996 : Mille ans de contes : Indiens d'Amérique du Nord, textes rassemblés et réd. par Ka-Be-Mub-Be-William Camus, Toulouse, Milan, collection « Mille ans de contes » (jeunesse)

### Essais et ouvrages pédagogiques
- 1973 : Mes ancêtres les Peaux-Rouges, La Farandole
- 1974 : Vers les terres de Grand-Mère, Paris, éditions G.P. Réédité sous le titre Peaux-Rouges : une marche pour la liberté, La Farandole, 1981 (jeunesse)
- 1994 : Mémoires d'un sauvage, Paris, Syros (autobiographie, jeunesse)
- 1996 : La vie d'un brave, Paris, Fleurus ; Montréal, École active (jeunesse)

### Nouvelles
- 1976 : L'Incroyable Aventure de Timothy le fantôme, Paris, éditions G.P., collection Rouge et Bleu (jeunesse)
- 1985 : La Dictature du robot, dans la revue Je bouquine n°17 (jeunesse)